# L'Ardiaca
L'Ardiaca és un barri residencial (urbanització) i entitat de població del municipi de Cambrils a la comarca del Baix Camp (Tarragona). Entre el nucli principal i el disseminat, hi viuen 1.467 habitants (2020).
El sector residencial queda delimitat al nord per la carretera N-340 i la línia de ferrocarril (Sant Vicenç de Calders-Tortosa-Valància). A l'oest per la Riera de Riudecanyes (que neix a la serra de l'Argentera i al coll de la Teixeta). Per l'est, tanca el sector, el Torrent d'en Gené i pel sud la Platja de l'Ardiaca.
La platja de l'Ardiaca és de sorra daurada, amb aigües tranquil·les situada en zona semiurbana. Platja protegida per espigons davant de la costa amb una longitud 1.600 m i una amplada mitjana de 60 m. És una platja encaixada en un entorn urbà i orientada al SSE. Ocupa una superfície de 120.000 m². La mida mitjana del gra (sorra) és de 0,15 mm. El pendent d'entrada a l'aigua és moderat. Temperatura mitjana de l'aigua de bany: juny 21,9 °C; juliol 25,5 °C; agost 26 °C; setembre 25 °C.
El molí de l'Ardiaca està documentat des del 1440. Només se'n conserva un mur quadrangular. El molí va ser de titularitat pública durant tres segles fins al XIX. El 2020 estava en males condicions de conservació.